# Nepolisy
Nepolisy (německy Nepolis, původně lat. Neopolis = Nová obec) jsou převážně zemědělská obec v okrese Hradec Králové nacházející se asi 2 km severně od města Chlumec nad Cidlinou. Žije zde 992 obyvatel.
Mezi obcemi Nepolisy a Chlumec nad Cidlinou je umístěn radar české armády typu RAT 31-DL italské výroby, který je součástí společného a integrovaného systému protivzdušné obrany členských států NATO (NATINAMDS).

## Historie
Katastr obce Nepolisy byl osídlen již v době na přelomu našeho letopočtu, což dokládají archeologické nálezy. První písemná zmínka o obci pochází z roku 1299, kdy patřila pod hradišťské panství v Žiželicích. V polovině 14. století byla rozdělena na dvě části, jedna náležela Svatojiřskému klášteru.
Před rokem 1359 zeman Tas ze Skuhrova postavil na území obce tvrz, která zanikla počátkem 16. století. Nepolisy až do husitských válek náležely k majetku kláštera sv. Jiří na Hradčanech. Po husitských válkách za majitelů z rodu Kostků z Postupic tvrz zpustla (1513). Nepolisy pak připadly pod pernštejnské panství a v 17. století je spolu s chlumeckým panstvím koupil rod Kinských ze Vchynic, kterým Nepolisy patřily až do zrušení roboty. 
V roce 2010 se obec Nepolisy stala vítězem v soutěži „Vesnice roku 2010“ za Královéhradecký kraj.

## Pamětihodnosti
- Pseudorománský kostel Páně svaté Maří Magdalény postavený v letech 1896–1901 na místě staršího stejnojmenného kostela z 15. století.
- Venkovský dům čp. 13
- Venkovská usedlost čp. 14 (dům byl kulturní památkou v období 2003–2004)
- Luková čp. 1

## Významní rodáci
- Julius Bous (1878–1944), akademický malíř, středoškolský profesor
- Josef Černý (1885–1971), československý politik, meziválečný ministr vnitra a poslanec Národního shromáždění
- Marie Kšajtová (* 1937), česká redaktorka, scenáristka, televizní dramaturgyně a spisovatelka knih pro děti.

## Části obce
- Nepolisy
- Luková
- Zadražany

## Galerie

Nepolisy
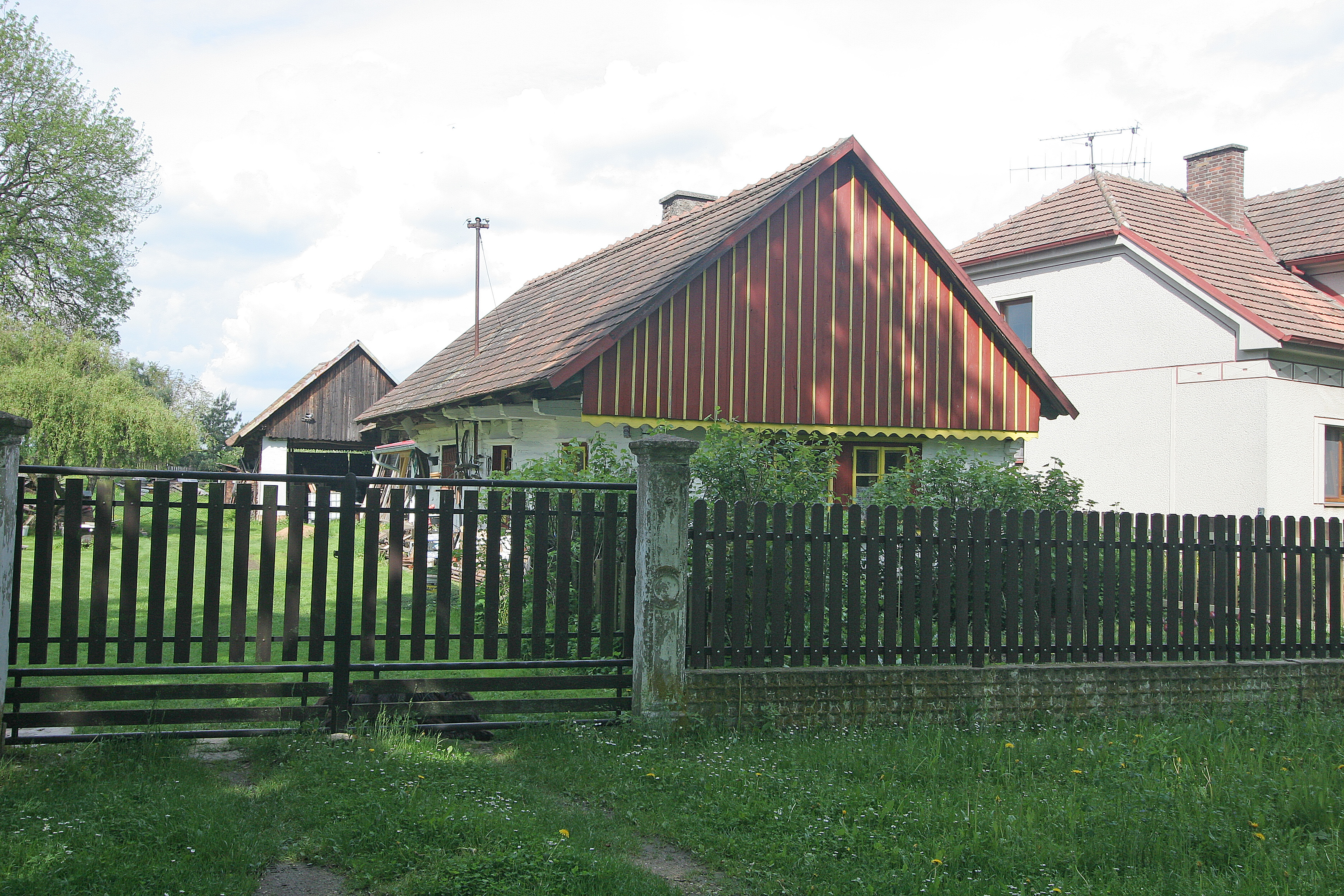
Stavení čp. 13
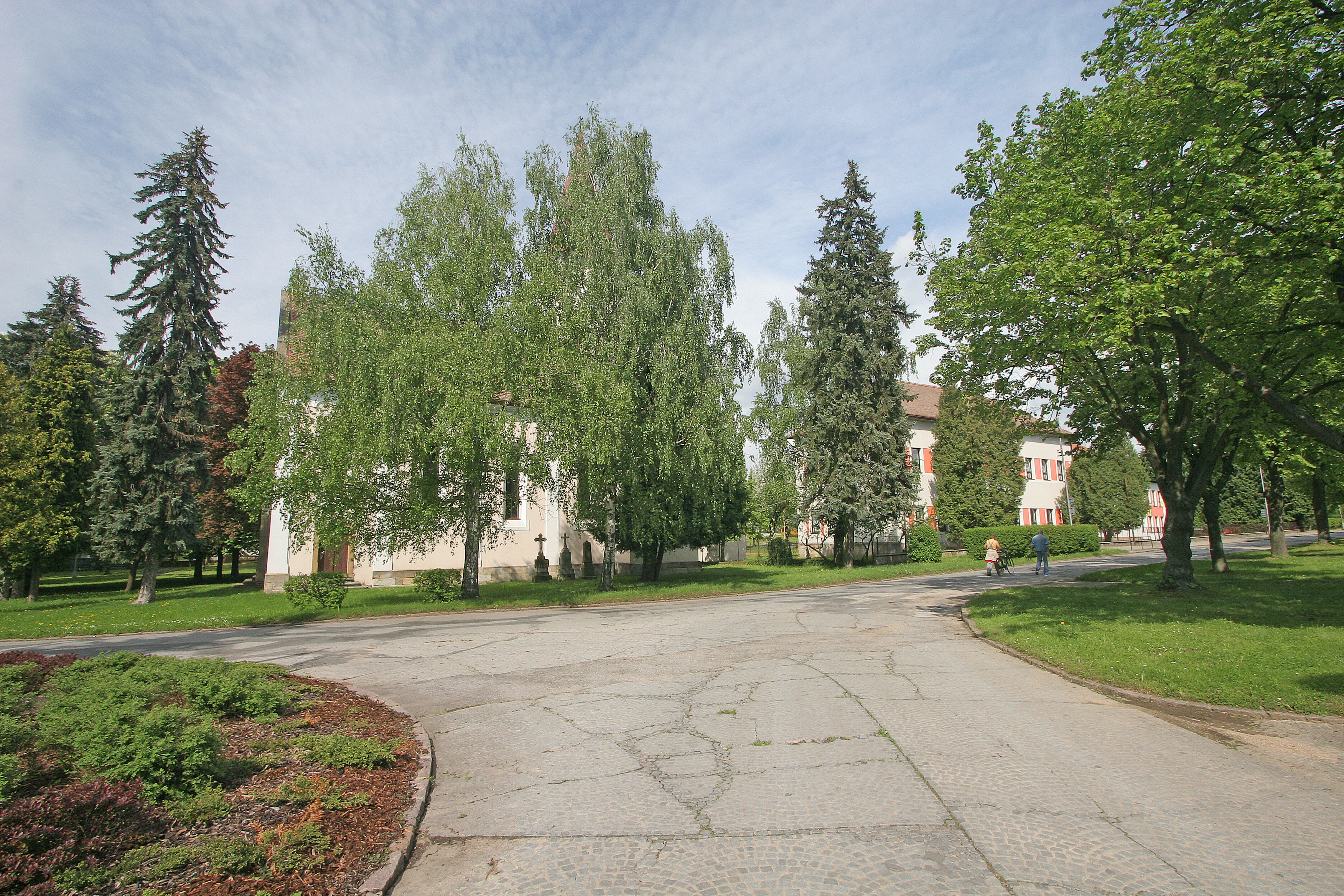
Kostel
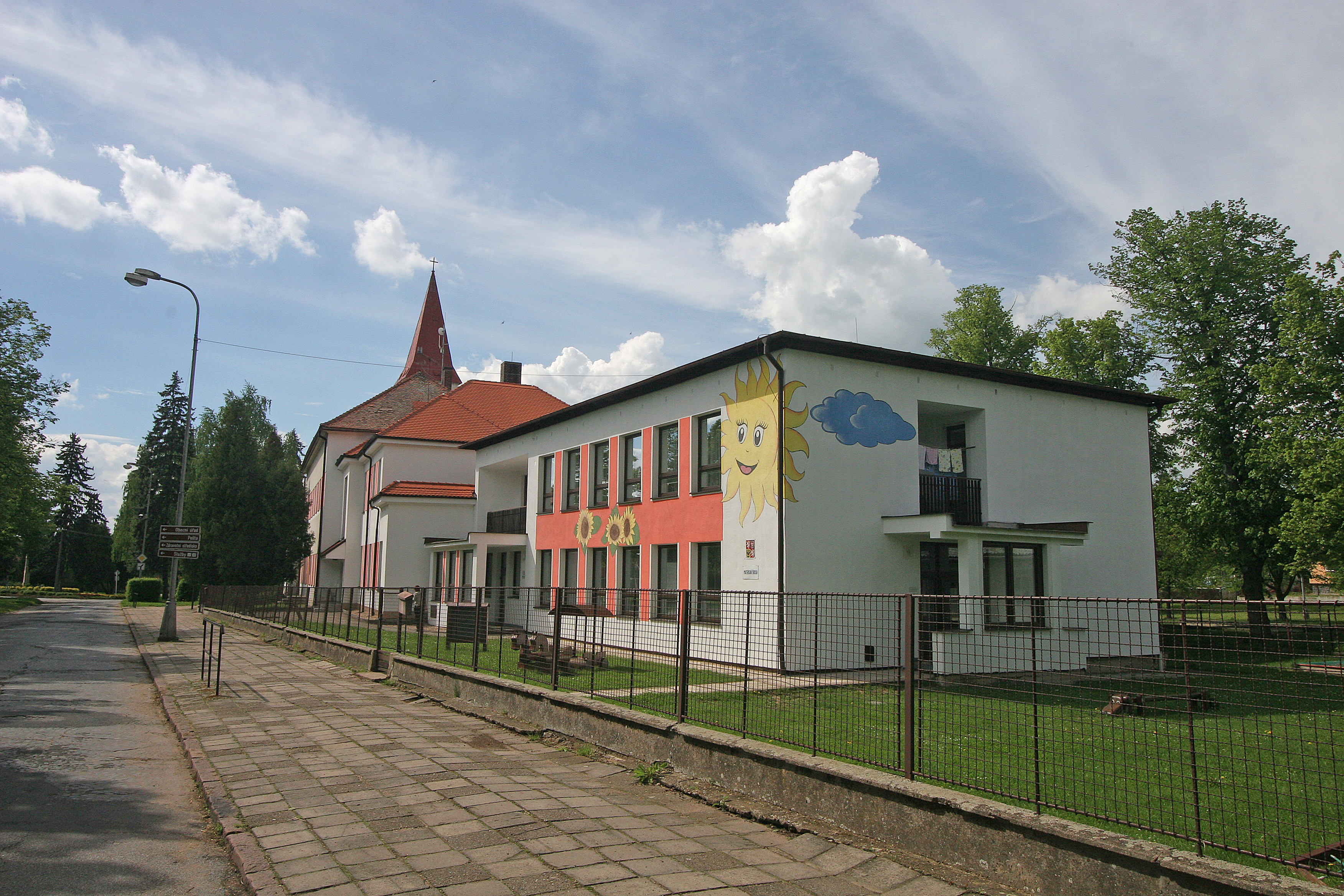
Škola
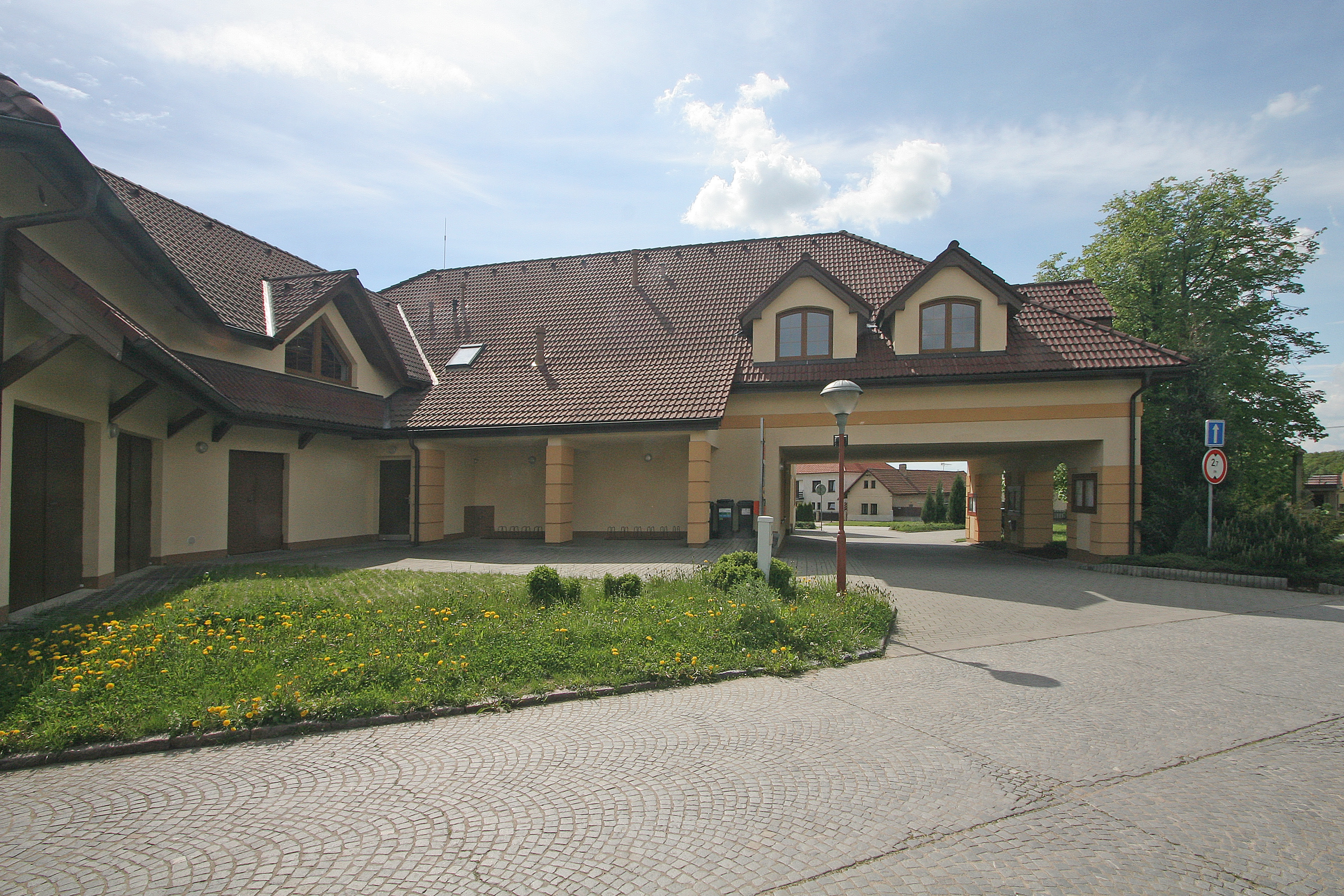
Obecní úřad
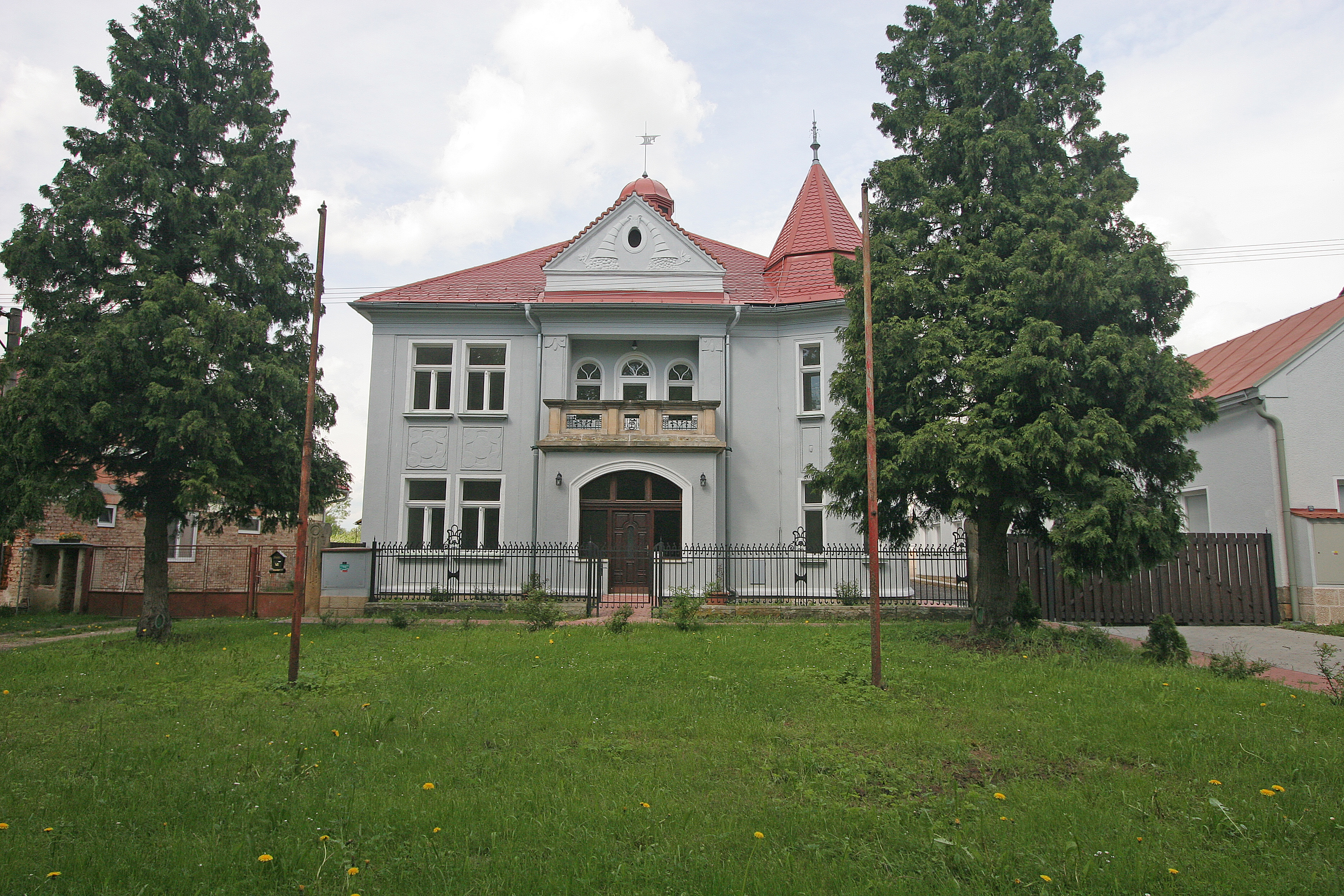
Stavení čp. 29
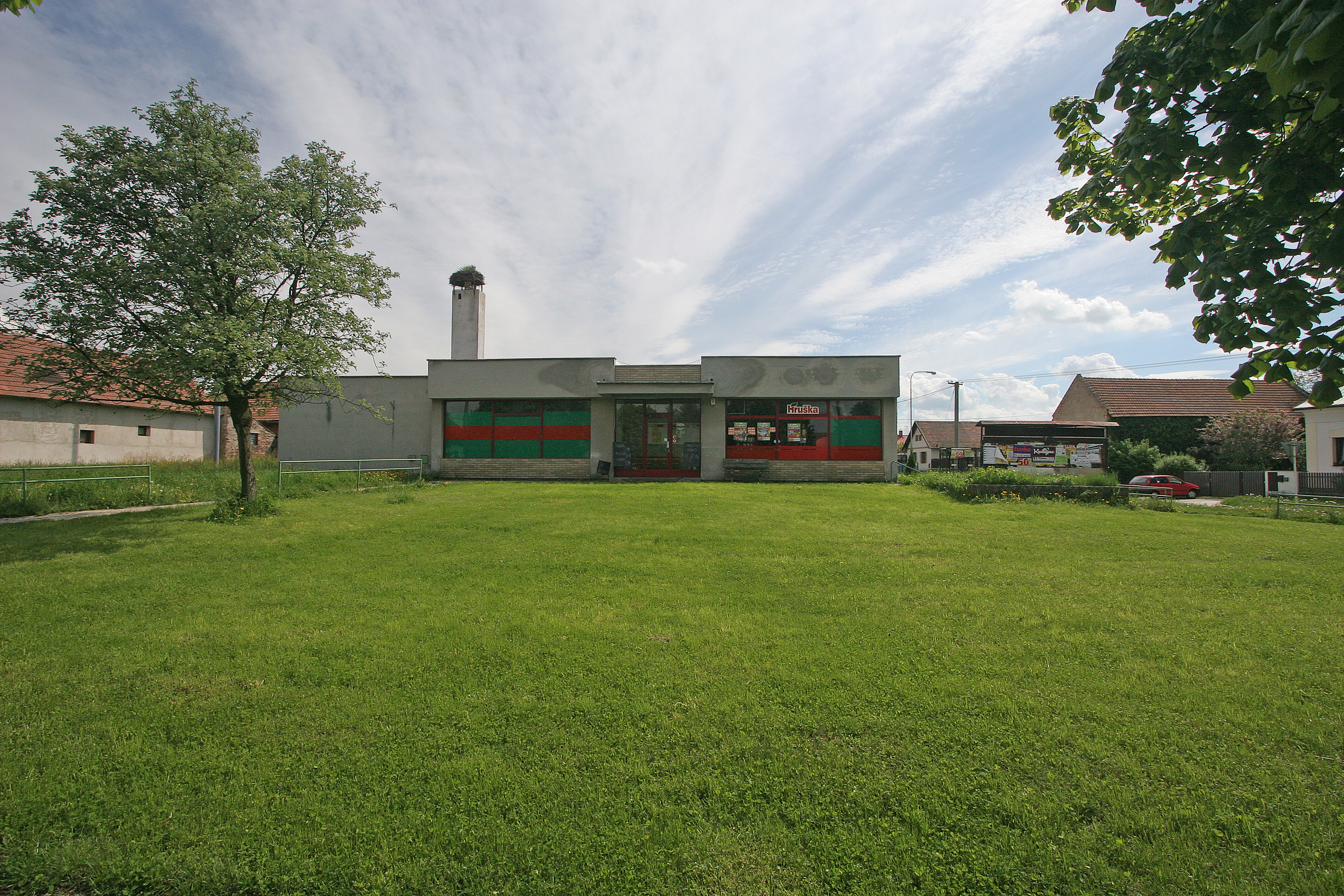
Obchod
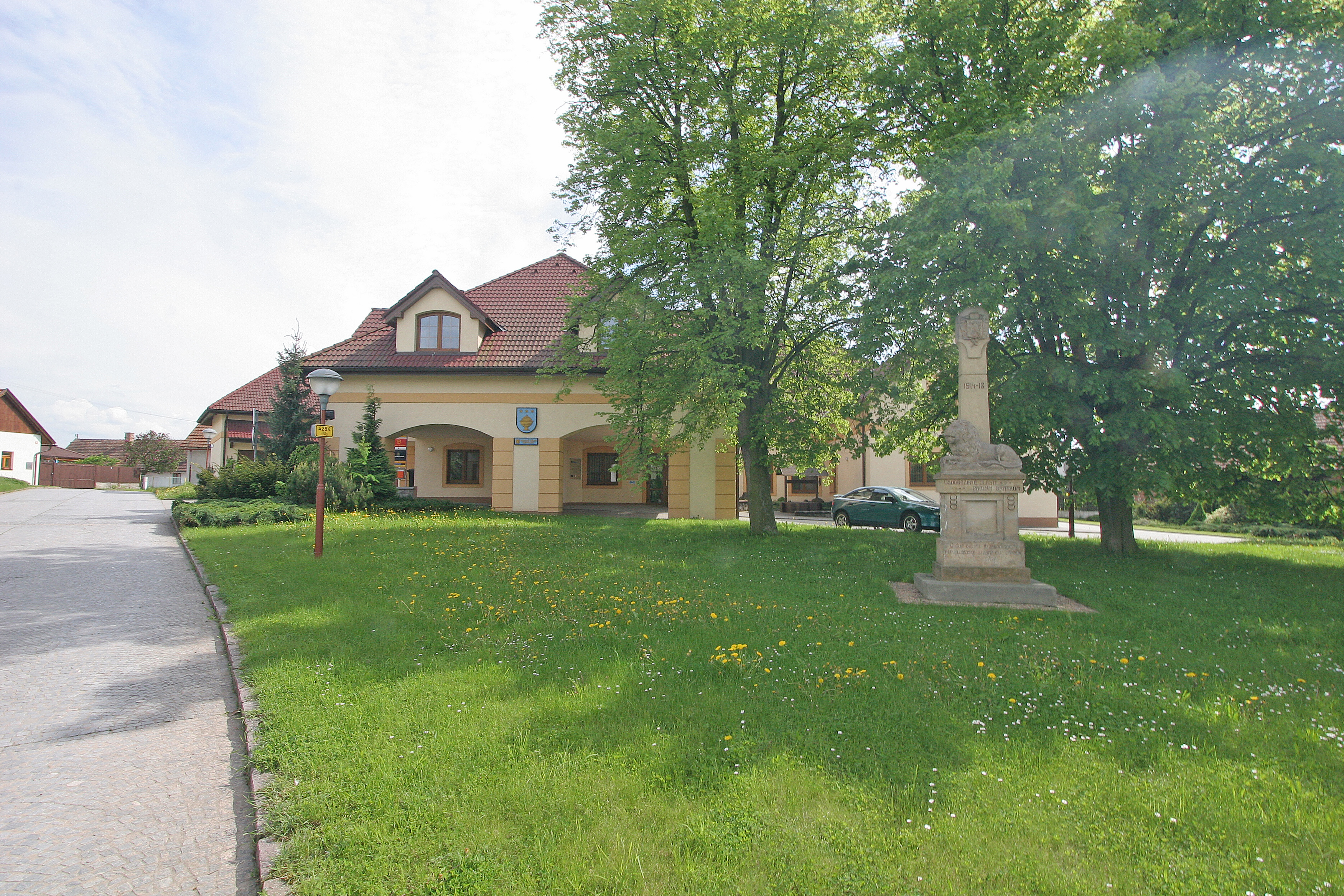
Obecní úřad
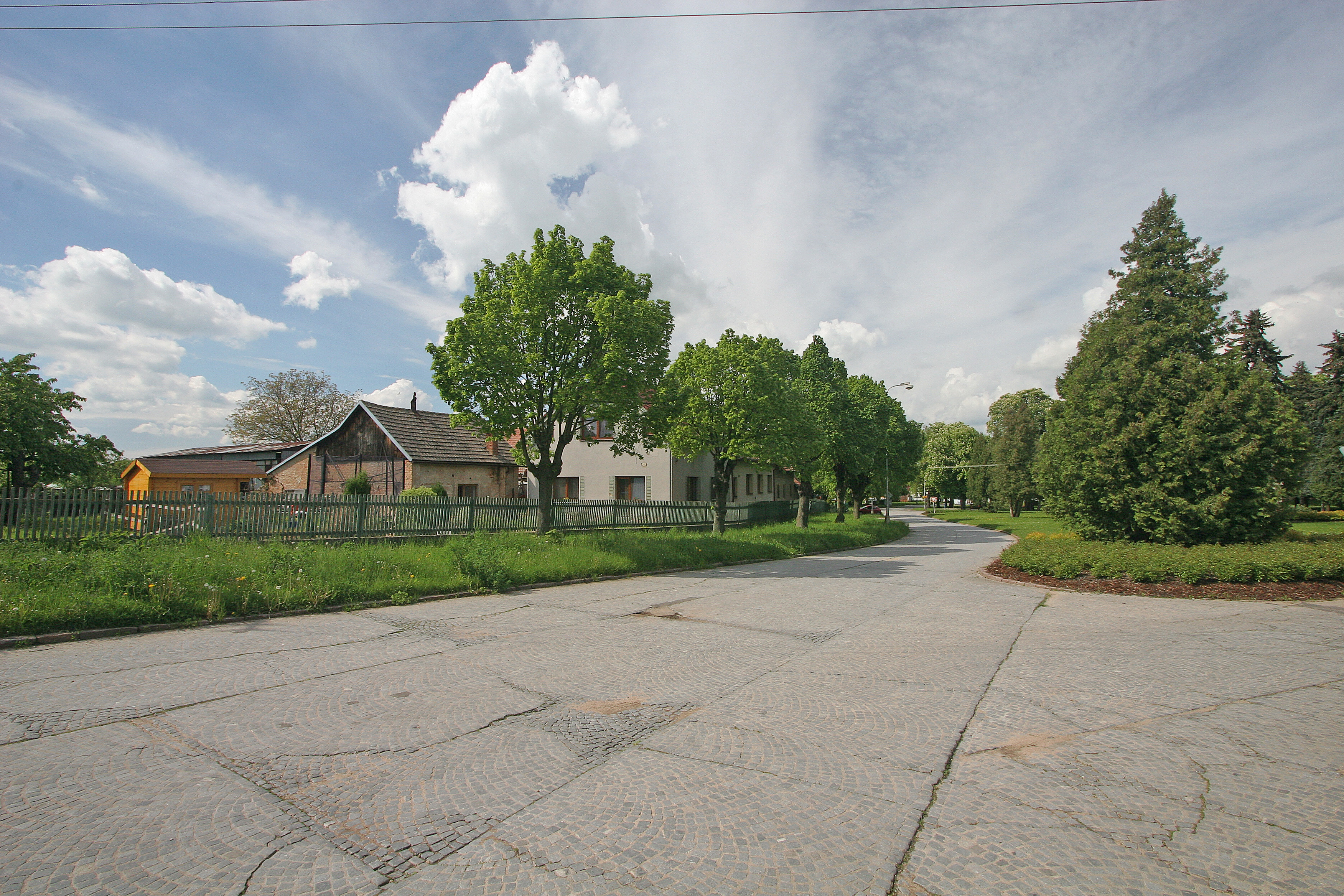
Stavení čp. 1